# SHARK
Pour les articles homonymes, voir Shark.
En cryptographie, SHARK est un algorithme de chiffrement par bloc utilisant des clés de 128 bits. C’est un des prédécesseurs de Rijndael (l’algorithme de chiffrement symétrique employé par le standard AES).
SHARK est un système de chiffrement symétrique qui fait partie de la famille des chiffrements itératifs par blocs. Il travaille sur des blocs de 64 bits en 6 itérations.
Une version modifiée de SHARK à 5 itérations peut être cassée en utilisant une attaque par interpolation.